# تاتسويوكي تومياما
تاتسويوكي تومياما (باليابانية: 冨山 達行) (مواليد 27 أغسطس 1982)، هو لاعب كرة قدم ياباني سابق كان يلعب كمدافع.

## وصلات خارجية
- تاتسويوكي تومياما على موقع رابطة كرة القدم اليابانية للمحترفين (اليابانية)
- تاتسويوكي تومياما على موقع Soccerway.com (الإنجليزية)